# 红色推土机
《红色推土机》是中国内地盲人民谣歌手周云蓬发起的贫困盲童救助活动，以及他邀请的多名中国内地民谣歌手联合无偿录制的同名童谣专辑。活动和专辑均发布于2009年。

## 活动由来
2009年，为了帮助家境贫困的盲童，民谣歌手周云蓬发起了一个名为“红色推土机”的活动。为了让这个活动让给多人知道，周云蓬邀请到了几十位民谣歌手以无偿的形式录制了此专辑。

## 专辑
《红色推土机》专辑初版时分2张CD，一共收录了26首儿歌，每首儿歌均来自不同歌手的翻唱或原创。

## 大事记
- 2009年4月10日，《红色推土机》专辑发行。
- 2009年4月10-11日，“假如给你三天黑暗·帮助贫困盲童《红色推土机》专辑首发演唱会”在北京星光现场举行。

## 曲目
- 红色推土机1号
  1. 小娟《小白船》
  2. 欢庆《摇篮曲》
  3. 白水《螃蟹歌》
  4. 张玮玮《你要好好地长大》
  5. 李志《妈妈》
  6. 苏阳《捂蚂蚱》
  7. 陆晨《拖着陆晨跑的小毛驴》
  8. 叶尔波利《一个孩子》
  9. 吴吞《时候倒溜》
  10. 钟立风《再见，孩子们》
  11. 万畅《不在电影里的铅笔》
  12. 曹操《小星星》
  13. 吕淑贤《小龙人》
- 红色推土机二号
  1. 王娟《童谣》
  2. 吴俊德《摇篮曲》
  3. 刘东明《急急令》
  4. 五条人《拉手曲》
  5. 钟志刚《月亮粑粑》
  6. 与人乐队《三个螃蟹》
  7. 吴卓灵《泥娃娃》
  8. 张佺《水车》
  9. 冬子《乌夜啼》
  10. 周云蓬《我爱孙敬修》
  11. 小河《老来难》
  12. 刘堃《不要叫醒他》
  13. 嘎玛德庆《金山之上》

## 专辑加长版
加长版《红色推土机》专辑新收录了三首曲目，分别是杭盖乐队的《菠茹莱》、宋雨哲的《猎人》和周云蓬的《花童》。